# 托米尼安
13°17′N 4°35′W / 13.283°N 4.583°W
托米尼安（法語：Tominian），是馬里的城鎮，位於該國中部，由塞古區負責管轄，是托米尼安省的首府，距離塞古230公里，海拔高度303米，主要經濟活動有農業和畜牧業，2009年人口25,410。